# Frederik Ludvig Holbøll
Frederik Ludvig Holbøll, född 14 oktober 1765 på lustslottet Frydenlund vid Vedbæk, död 30 januari 1829, var en dansk trädgårdsmästare.
Holbøll, var son till Peder Holbøll, en bondson som blivit kunglig trädgårdsmästare och slottsförvaltare, och Marie Elisabeth Buchholtz. Sin första trädgårdsutbildning fick han hos trädgårdsmästare Krause på Sophienberg och var därefter gesäll hos sin far, tills han vid dennes död 1788 utnämndes till hans efterträdare. Under fem år förestod Holbøll trädgården, men 1793 såldes slottet och han avskedades. Vid samma tidpunkt blev tjänsten som trädgårdsmästare vid Botanisk Have i Köpenhamn ledig, och den dåvarande statsminister greve Christian Ditlev Frederik Reventlow utverkade han utnämning till botanisk trädgårdsmästare samma år. Samtidigt med utnämningen blev han beviljad understöd till en utlandsresa som han kort därefter inledde. Först besökte han Nederländerna, där han under en längre tid vistades vid de botaniska trädgårdarna i Leiden och Amsterdam, liksom han också gjorde sig bekant med blomsterlökodlingen i Haarlem. Året därpå reste han till London, där den danske legationssekreteraren Gottlob Friedrich Ernst Schønborn presenterade honom för botanikern Joseph Banks, som gav honom fri tillgång till sitt stora bibliotek och rika samlingar. På hösten 1794 lämnade Holbøll England och blev efter hemkomsten trädgårdsmästare vid Botanisk Have. Denna var vid denna tidpunkt i ett ganska blygsamt skick, men han lyckades relativt snabbt höja trädgårdens anseende till samma nivå som de bättre botaniska trädgårdarna i utlandet. Förutom att inneha ämbetet  vid Botanisk Have var han tillika från 1799 anställd som trädgårdsmästare vid Frederiksborgs slottsträdgård.  Holbølls litterära produktion är begränsad. I Landøkonomiske Tidender (VIII) skrev han Om den pomologiske Tryllering eller Ringsnittet, i Nye landøkonomiske Tidender (IV) Bemærkninger ved R.W. Assens' Frugttræer af Kjærner, i Havetidende (I) Beskrivelse over de her i Landet almindeligst dyrkede Meloner. Dessutom skrev han ett par bokanmälningar samt anmärkningar och mindre bidrag till böcker.